# In My Life (singel The Rasmus)
In My Life – drugi singel, z piątego albumu fińskiego zespołu The Rasmus – Dead Letters.

## Lista utworów singla
1. „In My Life” – 4:02
2. „What Ever” – 3:11

## Pozycje na listach
| Lista przebojów | Najwyższa pozycja |
| --------------- | ----------------- |
| Holandia        | 51                |
| Finlandia       | 2                 |